# Gyrus frontalis inferior

Gyrus frontalis inferior, 5a-c

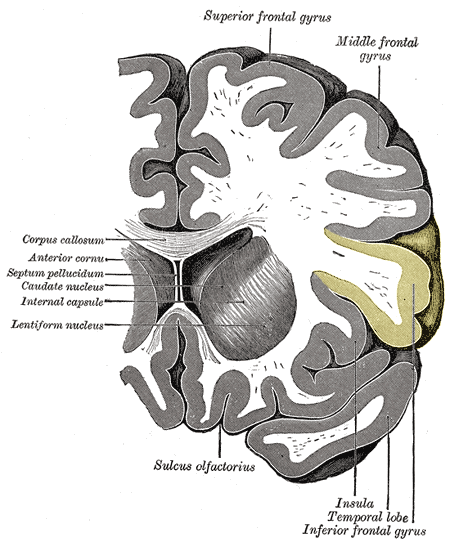
Gyrus frontalis inferior

Der Gyrus frontalis inferior oder die untere Stirnwindung ist eine Struktur des Frontallappens der Großhirnrinde des menschlichen Gehirns. Er kann in drei Teile gegliedert werden, die wiederum durch Sulci getrennt sind. Von rostral (vorne) nach caudal (hinten) sind das die Pars orbitalis, die Pars triangularis und die Pars opercularis. Die drei Teile des Gyrus frontalis inferior begrenzen den Sulcus lateralis von oben.

## Pars opercularis
Der Name der Struktur leitet sich von lateinisch operculum ab, was so viel wie „Deckel“ bedeutet. Wenn man die Pars opercularis in einem Präparat wie einen „Deckel“ entfernt, so kann man eine andere Großhirnstruktur erkennen: die Inselrinde, auch Insula oder Lobus insularis genannt.

## Pars triangularis
Der Name triangularis der Struktur leitet sich aus dem Lateinischen ab und bedeutet „dreieckig“, was aber nur sehr ungefähr den anatomischen Gegebenheiten der Pars triangularis entspricht. Die Pars triangularis auf der dominanten Hemisphäre wird als motorisches Sprachzentrum (Broca-Sprachzentrum) bezeichnet. Es ist unabdingbar für die menschliche Kommunikation, Schädigungen dieses Rindenareals können zu umfangreichen Sprachstörungen bis zum Stummsein führen. Es erhält zahlreiche Afferenzen aus anderen Sprachzentren wie dem Wernicke-Zentrum und dem Gyrus angularis, was für den Vorgang des Sprechens von großer Bedeutung ist.

## Pars orbitalis
Die Pars orbitalis liegt der knöchernen Orbita auf.

## Galerie

3D-Animation des Gyrus frontalis inferior (rot).